# جسی رویس
جسی رویس (انگلیسی: Jesse Ruíz؛ زادهٔ ۳۱ ژوئیهٔ ۱۹۸۵) کشتی‌گیر اهل مکزیک است.